# 深棕連鰭䲁
深棕連鰭䲁（學名：Enchelyurus brunneolus），為輻鰭魚綱鳚形目䲁科連鰭䲁屬的一種，分布於中太平洋東部夏威夷群島海域，體長可達2.9公分，棲息在潮間帶的岩礁及珊瑚礁，雌魚產附著性卵，雄魚有護卵行為，生活習性不明。